# Révérien Rurangwa
Révérien Rurangwa (ur. 3 czerwca 1978 w Mugina) – rwandyjski działacz społeczny i pisarz, tworzący w języku francuskim.

## Życiorys
Członek plemienia Tutsi. Cudem ocalały z ludobójstwa w Rwandzie. 20 kwietnia 1994 roku podczas masakry w jego rodzinnej wiosce zginęło 43 członków jego rodziny, a on sam został okrutnie okaleczony, m.in. stracił prawe ramię i oko. Obecnie mieszka i studiuje w Neuchatel w Szwajcarii. Boi się powrotu do ojczyzny, gdyż do tej pory ocalonym z ludobójstwa, a więc potencjalnym świadkom oskarżenia, grozi śmiertelne niebezpieczeństwo ze strony Hutu.

## Ocalony
W 2006 roku wydał książkę Ocalony. Ludobójstwo w Rwandzie. Zawiera ona szczegóły okrucieństwa Hutu, dokładny opis śmierci zadanej jego rodzinie, a także próby powrotu autora do równowagi fizycznej i psychicznej.
W 2009 książka ukazała się w Polsce.

## Cytaty
"Zadali mi śmierć na rwandyjskim wzgórzu w kwietniu 1994, a wraz ze mną zabili całą moją rodzinę. Nie umarłem jednak. Nie wiem czy sprawił to cud, czy też przypadek."

"Nie zapomnę nigdy czarnych źrenic, które widziałem w chwili, gdy ostrze maczety spadało na moją głowę. Spojrzenie tych źrenic wyryło się we mnie na zawsze. (...) W jednej chwili odkryłem, że diabeł naprawdę istnieje i że właśnie spojrzałem mu prosto w oczy."